# Stefan Rettenegger
Stefan Rettenegger (Schwarzach im Pongau, 3 de febrero de 2002) es un deportista austríaco que compite en esquí en la modalidad de combinada nórdica. Ganó tres medallas de bronce en el Campeonato Mundial de Esquí Nórdico, en los años 2023 y 2025.

## Palmarés internacional
| Campeonato Mundial | Campeonato Mundial  | Campeonato Mundial | Campeonato Mundial                    |
| Año                | Lugar               | Medalla            | Prueba                                |
| ------------------ | ------------------- | ------------------ | ------------------------------------- |
| 2023               | Planica (Eslovenia) | Medalla de bronce  | TG + 4 × 5 km por equipo              |
| 2023               | Planica (Eslovenia) | Medalla de bronce  | TN + 2 × 2,5 km/2 × 5 km equipo mixto |
| 2025               | Trondheim (Noruega) | Medalla de bronce  | TN + 2 × 2,5 km/2 × 5 km equipo mixto |